# ヘンリー (単位)
ヘンリー（英: henry、記号:H）は、インダクタンスの単位である。国際単位系 (SI) では組立単位となっている。名称は、アメリカ合衆国の物理学者ジョセフ・ヘンリーから付けられた。ヘンリーは、イギリスのマイケル・ファラデーとほぼ同時期に、それとは独立に電磁誘導を発見した。

## 定義
1ヘンリーは、「1秒間に1アンペアの割合で変化する直流の電流が流れるときに1ボルトの起電力を生ずる閉回路（コイルなど）のインダクタンス」（計量単位令による。括弧内は編者注）と定義される。すなわち、
H = V/(A/s) = V·A−1·s
である。SI基本単位では
H = V·A−1·s ＝ m2·kg·s−2·A−2
となる。他のSI単位で組み立てると、以下のようになる。
{\displaystyle {\mbox{H}}={\dfrac {\mbox{J}}{{\mbox{A}}^{2}}}={\dfrac {{\mbox{kg}}\cdot {\mbox{m}}^{2}}{{\mbox{s}}^{2}\cdot {\mbox{A}}^{2}}}={\dfrac {{\mbox{kg}}\cdot {\mbox{m}}^{2}}{{\mbox{C}}^{2}}}={\dfrac {\mbox{Wb}}{\mbox{A}}}={\dfrac {{\mbox{T}}\cdot {\mbox{m}}^{2}}{\mbox{A}}}={\dfrac {{\mbox{s}}^{2}}{\mbox{F}}}={\dfrac {\mbox{1}}{{\mbox{F}}\cdot {\mbox{Hz}}^{2}}}=\Omega \cdot {\mbox{s}}}
ここで登場する単位は、Wb = ウェーバ、T = テスラ、J = ジュール、m = メートル、s = 秒、A = アンペア、V = ボルト、C = クーロン、F = ファラド、Hz = ヘルツ、Ω = オームである。これらの組立単位による表し方は、以下のように説明できる。
{\displaystyle \mathrm {H={\dfrac {J}{A^{2}}}={\dfrac {kg\cdot m^{2}}{s^{2}\cdot A^{2}}}={\dfrac {kg\cdot m^{2}}{C^{2}}}} }
コイルが蓄えるエネルギー W[J] を、インダクタンス L[H] と、電流 I[A] で表すと、{\displaystyle W={\frac {1}{2}}LI^{2}}であり、{\displaystyle \mathrm {J=H\cdot A^{2}} } を導ける。エネルギーの単位であるジュール{\displaystyle \mathrm {J} }は、 {\displaystyle \mathrm {\frac {m^{2}\cdot kg}{s^{2}}} } と変換でき、さらに電荷量 {\displaystyle \mathrm {C} } は {\displaystyle \mathrm {A\cdot s} } と変換できる。
{\displaystyle \mathrm {H={\dfrac {Wb}{A}}={\dfrac {T\cdot m^{2}}{A}}} }
インダクタンス L[H] は、巻線に流れる電流 I[A] と、そのとき巻線を貫く磁束 Φ との比例係数であり、{\displaystyle \Phi =LI}の関係が成り立つ。ここから、{\displaystyle \mathrm {Wb=H\cdot A} } を導ける。磁束 Φ は、磁束密度 B[T] の面積分としても表せるので、磁束の単位であるウェーバー{\displaystyle \mathrm {Wb} }は、{\displaystyle \mathrm {T\cdot m^{2}} }と変換できる。
{\displaystyle \mathrm {H={\dfrac {s^{2}}{F}}={\dfrac {1}{F\cdot Hz^{2}}}} }
真空の透磁率 μ0[H/m] は、真空の誘電率 ε0[F/m]、光速 c[m/s]との間に {\displaystyle \mu _{0}={\frac {1}{\epsilon _{0}c^{2}}}} の関係があり、{\displaystyle \mathrm {H={\dfrac {s^{2}}{F}}} } を導ける。時間の単位である秒 {\displaystyle \mathrm {s} } は、{\displaystyle \mathrm {\frac {1}{Hz}} } と変換できる。
{\displaystyle \mathrm {H=\Omega \cdot s} }
インダクタのインピーダンス ZL[Ω] は、角周波数を ω[/s]、インダクタンスを L[H] として {\displaystyle Z_{\mathrm {L} }={\mathrm {j} }\omega L} と表せ、{\displaystyle \mathrm {\Omega =1/s\cdot H} } を導ける。ここで、{\displaystyle \mathrm {j} } は虚数単位 を表す。

## 利用
実用上は、1ヘンリーのコイルは非常に大きなサイズとなり、また巻線の電気抵抗などの原因により、大きなインダクタンスで純粋にコイルとしての作用をするものは製作が困難である。そのため、さらに小さなミリヘンリー(mH)やマイクロヘンリー(μH)といった単位がよく用いられる。
インダクタンスLのコイルと容量Cのコンデンサで形成される共振回路の共振周波数は{\displaystyle 1/(2\pi {\sqrt {LC}})}となる。

## 組立単位
ヘンリー毎メートル (H/m) は透磁率の単位である。真空の透磁率は約1.256×10−6 H/mである。

## 表記
国際単位系 (SI) では、人名に由来する単位の単位記号の1文字名は大文字で書くことになっているため、ヘンリーの記号はHである。ただし、単位名称を英字で書く場合は、頭文字は小文字にしてhenryと書く。アメリカ国立標準技術研究所 (NIST) は、英語話者向けにhenryの複数形はhenriesと表記するよう推奨している:31。